# شعار كينيا
اعتمد شعار جمهورية كينيا في سنة 1963 ويتكون الشعار الكيني من اسدين يمسكان برمحين وبينهما درع محارب حيث يمثل الاسدين رمزا للحماية والرمحين والدرع يرمزان إلى الوحدة والدفاع عن الحرية. يحتوي الدرع على الوان العلم الكيني حيث يرمز اللون الأسود إلى شعب كينيا واللون الأخضر يرمز إلى الزراعة والموارد الطبيعية ويرمز الأحمر إلى النضال من اجل الحرية بينما يمثل اللون الأبيض إلى السلام. في الشريط المنتصف عند اللون الأحمر يوجد صورة ديك يحمل فأسا حيث يمثل هذا إلى حياة جديدة ومزدهرة.